# Tatjana Alexander

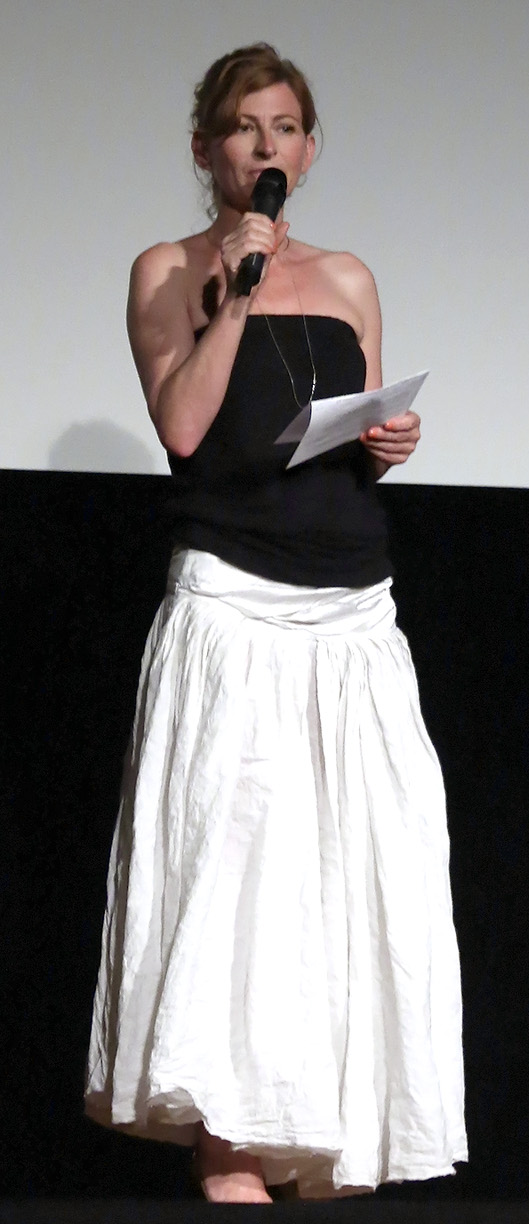
Tatjana Alexander, Moderation der Preisverleihung der Vienna Independent Shorts 2014

Tatjana Alexander (* 1969 in Melbourne, Victoria, Australien) ist eine deutsche Schauspielerin. Sie verbrachte ihre Schulzeit in Österreich. Nachdem sie als Regieassistentin am Theater in ihrer Heimatstadt gearbeitet hatte, zog sie nach Los Angeles, um am Milton Katsellas' BeverlyHillsPlayhouse Schauspiel zu studieren. Sie kehrte nach Australien zurück, um ihr Studium am National Institute of Dramatic Art (NIDA) in Sydney zu erweitern und Theater zu spielen.

## Karriere
1996 gab sie ihr Europadebüt in den Fernsehserien Stockinger und Kommissar Rex.
1998 erschien sie das erste Mal in den europäischen Kinos in einer Hauptrolle in Stephan Wagners Debüt-Film Smoking Cuban Style. Nach ihrem Umzug nach Berlin arbeitete sie 1999 mit Lois Weinberger und Markus Heltschl an As Ever – Am Rande der Arena – einem Dokumentarfilm voller Anspielungen und Querverweise zu Lois Weinbergers Arbeit als Künstler. Der Film premierte im Museum des 20. Jahrhunderts in Wien und wurde auf vielen Filmfestivals gezeigt, unter anderem auf dem Internationalen Filmfestival Rotterdam und dem Internationalen Filmfestival Berlin (2000). 1999 arbeitete sie mit dem russischen Regisseur Andrej Nekrassov an seinem Film Ljubov I Drugi Koshmari – Love And Other Nightmares, in dem sie eine dekadente Frau aus dem kapitalistischen Westen spielt. 2000 startete sie ihre lange Zusammenarbeit mit Filippos Tsitos in seinem Debüt-Film My Sweet Home, der 2001 in die offizielle Auswahl des Internationalen Filmfestivals Berlin aufgenommen wurde.
In den folgenden Jahren arbeitete Tatjana Alexander an drei Kriminalfilmen für das deutsche Fernsehen in der Reihe Tatort: Wolf im Schafspelz, Sechs zum Essen und Unsterblich schön. 2004 spielte sie eine Nebenrolle in der Serie Stromberg, in der sie die Vorgesetzte von Bernd Stromberg verkörpert; 2014 war sie in dieser Rolle auch in Stromberg – Der Film zu sehen.
Tatjana Alexander spielte die weibliche Hauptrolle basierend auf einer wahren Geschichte in dem Fernsehfilm Breaking Ice von Falk Schweikhardt, der 2005 an Drehorten nahe der tschechischen Grenze verfilmt wurde: Eine Mutter, die um das Leben ihrer Kinder kämpft, nachdem sie im Winter in einen See eingebrochen sind, und die sich gleichzeitig mehr und mehr von ihrem Ehemann entfremdet, gespielt von dem deutschen Schauspieler Andreas Patton. Breaking Ice gewann 2007 am New York Festival den Preis für das Beste TV-Drama.
2008 arbeitete sie erneut mit einer Künstlerin, Andrea Loux (CH), an Hômage to Ingmar Bergman, einer Zweikanal-Videoinstallation, die im ArtMuseum Bern gezeigt wurde.
2011 spielte sie die weibliche Hauptrolle in Anja Salomonowitz erstem Spielfilm (A / BG) Spanien, die mysteriöse Magdalena, eine Frau gefangen in einer Geschichte zwischen ihrem Ex-Mann, der sie verfolgt, und Sava, gespielt von dem französischen Schauspieler Grégoire Colin, einem Fremden, in den sie sich verliebt.
Tatjana Alexander arbeitet seit einigen Jahren als Co-Regisseurin am Theater, wie auch als Schauspielerin und Künstlerin im zeitgenössischen Tanz in einer laufenden Zusammenarbeit mit Anna Schrefl / WienerWerk in Wien, Österreich.

## Filmografie
- 1996: Kommissar Rex (Fernsehserie, Folge 3x01 Todesrennen)
- 1996: Stockinger (Fernsehserie, Folge 1x08 Die Macht der Toten)
- 1997: Faust (Fernsehserie, Folge 4x04 Abflug)
- 1997: Champagner und Kamillentee (Fernsehfilm)
- 1998: Alarm für Cobra 11 (Fernsehserie, Folge 4x03 Volley Stop)
- 1998: St. Angela (Fernsehserie, Folge 2x04 Streit im Team)
- 1998: Kubanisch rauchen
- 1999: Lexx – The Dark Zone (Fernsehserie, Folge 2x02 Terminal)
- 1999: Die Entführung (Fernsehfilm)
- 1999: Doppeltes Spiel mit Anne
- 2001: Am Rande der Arena
- 2001: Liebe und andere Albträume (Любовь и другие кошмары)
- 2001: My Sweet Home
- 2002: Tatort – Wolf im Schafspelz
- 2003: Dr. Sommerfeld – Neues vom Bülowbogen (Fernsehserie, Folge 6x14 Lähmende Angst)
- 2004: Tatort – Sechs zum Essen
- 2004: Stromberg (Fernsehserie, 8 Folgen)
- 2005: Stubbe – Von Fall zu Fall (Fernsehserie, Folge 27 Nina)
- 2005: Abschnitt 40 (Fernsehserie, Folge 3x05 Vatertage)
- 2005: Die Rettungsflieger (Fernsehserie, Folge 10x09 Kurzschluss)
- 2005: Das Eis bricht
- 2006: 8x45 – Austria Mystery (Fernsehserie, Folge 1x03 Das Eis bricht)
- 2007: Im Greisenland
- 2007: KDD – Kriminaldauerdienst (Fernsehserie, Folge 1x10 Fragen der Ehre)
- 2007: Die Rosenheim-Cops – Tod im Sonnendrachen; Leben vergeht, Geld besteht (zwei Folgen)
- 2007: Zwei Wochen Chef
- 2007: Drei teuflisch starke Frauen – Eine für alle (Fernsehfilm)
- 2008: Immer Wirbel um Marie
- 2008: Die Rosenheim-Cops – Der Tod coacht mit
- 2008: Marie Brand und die tödliche Gier (Fernsehfilm)
- 2008–2012: SOKO Kitzbühel (Fernsehserie, zwei Folgen)
- 2009: Schnell ermittelt (Fernsehserie, Folge 1x02 Rainer Kaufmann)
- 2009: SOKO Wien (Fernsehserie, Folge 5x10 Blindspuren)
- 2010: Lautlose Morde (Fernsehfilm)
- 2010: Wie erziehe ich meine Eltern? (Fernsehserie, Folge 1x08 Second Mom!)
- 2010: Tatort – Unsterblich schön
- 2011: Spanien
- 2012: Ein starkes Team – Schöner Wohnen (Fernsehserie)
- 2013: Im Vorübergehen (Kurzfilm)
- 2013: Tatort – Angezählt
- 2013: Paul Kemp – Alles kein Problem (Fernsehserie, Folge 1x02 Die Hölle sind wir)
- 2013: Die Spätzünder 2 – Der Himmel soll warten
- 2013: Das Fest der Liebe (Kurzfilm)
- 2013: Polt
- 2014: Stromberg – Der Film
- 2014: Das Glück der anderen (Fernsehfilm)
- 2014: CopStories (Fernsehserie, vier Folgen)
- 2015: Die Toten vom Bodensee – Familiengeheimnis (Fernsehfilm)
- 2016: Karussell
- 2021: Der Bergdoktor – Tausendundein Tag
- 2021: Kitz (Fernsehserie)